# Castanopsis orthacantha
Castanopsis orthacantha là một loài thực vật có hoa trong họ Fagaceae. Loài này được Franch. mô tả khoa học đầu tiên năm 1899.